# Gnadau
Gnadau è una frazione della città tedesca di Barby situata nel land della Sassonia-Anhalt.
Fino al 1º gennaio del 2010 era comune autonomo.